# Can Camps (Tordera)
Can Camps és un monument protegit com a bé cultural d'interès local del municipi de Tordera (Maresme). La masia ha donat el nom a una urbanització recent del municipi. Casal situat en la banda torderenca del Montnegre, molt a prop de l'antic monestir de Roca-Rossa. La finca es compon de diverses edificacions al voltant de la casa principal. Pertany al grup III, té tres cossos, dos pisos i golfes al cos central. Hi estat molt modificada, ja que actualment el seu ús no és el d'habitatge de propietat agrícola.
Pels elements que resten, daten de la segona meitat del segle xix, ja que la porta d'accés i les obertures són fetes amb materials simples.